# Centre européen de recherche sur les congrégations et les ordres religieux
 (juin 2018).
Si vous disposez d'ouvrages ou d'articles de référence ou si vous connaissez des sites web de qualité traitant du thème abordé ici, merci de compléter l'article en donnant les références utiles à sa vérifiabilité et en les liant à la section « Notes et références ».
Le Laboratoire d'études sur les monothéismes - Centre européen de recherche sur les communautés, congrégations et ordres religieux (LEM-CERCOR) de son nom complet, fondé en 1982, le CERCOR est une unité mixte de recherche (UMR) du CNRS qui a pour but de fédérer les recherches en histoire monastique et religieuse. Il a rejoint le Laboratoire d'études sur les monothéismes en janvier 2007. Depuis 2018, il abrite le programme des Fasti Ecclesiæ Gallicanæ (prosopographie des chapitres cathédraux de la France, 1200-1500).

## Historique
Le Centre est fondé en 1982 à l'initiative de Pierre-Roger Gaussin, professeur d'histoire médiévale à l'Université de Saint-Étienne.
En janvier 2007, il a été intégré au Laboratoire d'études sur les monothéismes .

### Directeurs et directrices
- Pierre-Roger Gaussin 1982-1989
- Marcel Pacaut 1990
- Pierrette Paravy 1991-2000
- Alain Dubreucq 2000-2005
- Jean-François Cottier 2005-2007
- Daniel-Odon Hurel 2008-2012
- Thierry Pécout 2013-maintenant

## Organisation

### Équipes
Il est organisé en plusieurs équipes qui sont répartis en trois axes de travail :
1. "Corpus monastiques"[3],
2. "« Ordo, regimen, status ». Gouvernement des communautés et sociétés, de l'expérience ecclésiale à l'État moderne"[4],
3. "Sociabilités et pratiques culturelles dans le monde religieux"[5].

### Travail
Il est le laboratoire du Département d'histoire de l'Université Jean-Monnet-Saint-Étienne.
Le CERCOR organise des rencontres scientifiques (tables rondes, journées d'été, colloques internationaux).
La documentation du CERCOR est constituée de sa bibliothèque de recherche, spécialisée en histoire monastique et religieuse, localisée dans l'Université Jean-Monnet-Saint-Étienne au Centre documentaire, bâtiment M. Elle possède un fonds d'environ 8 000 volumes, une quarantaine de revues vivantes, 6 000 tirés à part, un fonds ancien.
Une partie de l'équipe 1 continue la recherche de Pierre-Roger Gaussin sur l'abbaye de la Chaise-Dieu, sous la responsabilité de Frédérique-Anne Costantini.
Une partie de l'équipe de l'axe 2 travaille sur un ouvrage de Franco Sacchetti.

#### Publications
Les publications du CERCOR sont établies par Martine Alet, historienne, secrétaire d'édition, ingénieur d'étude de l'UJM, gestionnaire du CERCOR et de sa bibliothèque.
Le Bulletin du CERCOR a un rôle d'information du laboratoire, il émane de l'association de soutien au CERCOR.
Le laboratoire contribue aussi à la Revue Mabillon et à la collection « Analecta Cartusiana », initialement lancée par James Hogg.
Il édite les colloques du laboratoire, thèses et travaux de recherche de ses membres statutaires ou associés.